# Bogusławice (powiat oleśnicki)
Bogusławice (niem. Buselwitz) – wieś w Polsce położona w województwie dolnośląskim, w powiecie oleśnickim, w gminie Oleśnica.

## Podział administracyjny
W latach 1975–1998 miejscowość należała administracyjnie do województwa wrocławskiego.

## Nazwa
Nazwa pochodzi od polskiego imienia męskiego Bogusław. Miejscowość wzmiankowana w dokumentach po raz pierwszy w 1155 r. jako Iascotele. W księdze łacińskiej Liber fundationis episcopatus Vratislaviensis (pol. Księga uposażeń biskupstwa wrocławskiego) spisanej za czasów biskupa Henryka z Wierzbna w latach 1295–1305 wieś wymieniona jest w zlatynizownej formie Boguslawiczi we fragmencie Boguslawiczi maius habet dominus Hinricus archidyaconus et est ius polonicum i lokowana była na ius polonico - prawie polskim.